# 1972年ミュンヘンオリンピックのバスケットボール競技
1972年ミュンヘンオリンピックのバスケットボール競技は（1972ねんミュンヘンオリンピックのバスケットボールきょうぎ）、1972年8月27日から9月9日まで、西ドイツのミュンヘンで開催された1972年ミュンヘンオリンピックにおける、バスケットボール競技の詳細である。
この大会でソ連が初の金メダルを獲得し、バスケットボールが正式種目となって以来続いていたアメリカの連覇に終止符を打った。米ソ対決となった決勝戦はいったんアメリカの勝利で終了かと思われたが、審判の裁定により試合時間残り3秒まで時間が戻されて、アレクサンドル・ベロフのゴールが決まって51-50でソ連が逆転勝利した。しかし、この判定を不服としたアメリカは表彰式への出席と銀メダルの受取を拒否した。

## 最終成績
| 順位 | 国・地域         |
| ---- | ---------------- |
| 1位  | ソビエト連邦     |
| 2位  | アメリカ合衆国   |
| 3位  | キューバ         |
| 4位  | イタリア         |
| 5位  | ユーゴスラビア   |
| 6位  | プエルトリコ     |
| 7位  | ブラジル         |
| 8位  | チェコスロバキア |
| 9位  | オーストラリア   |
| 10位 | ポーランド       |
| 11位 | スペイン         |
| 12位 | 西ドイツ         |
| 13位 | フィリピン       |
| 14位 | 日本             |
| 15位 | セネガル         |
| 16位 | エジプト         |